# Nunavut
Pour les articles homonymes, voir Nunavut (homonymie).
Ne doit pas être confondu avec Nunavik.
Le Nunavut (en syllabaire inuktitut : ᓄᓇᕗᑦ, /ˈnu.na.vut/, signifiant « notre terre ») est le plus vaste et le plus septentrional des territoires du Canada. Il a été séparé des Territoires du Nord-Ouest le 1er avril 1999, par la Loi sur le Nunavut qui fournit aux Inuits un gouvernement autonome. Les frontières ont été tracées en 1993. La création du territoire a entrainé le premier changement majeur dans la carte politique du Canada depuis l'admission de Terre-Neuve dans la Confédération en 1949.
Le Nunavut se situe dans le Nord canadien et occupe la majeure partie de l'archipel Arctique. Son vaste territoire en fait la cinquième plus grande subdivision de pays au monde et la deuxième en Amérique du Nord, après le Groenland. La capitale Iqaluit (anciennement Frobisher Bay), sur l'île de Baffin, a été choisie après un plébiscite en 1995. Les autres grandes collectivités du territoire comprennent les centres régionaux de Rankin Inlet et Cambridge Bay.
Le Nunavut inclut également l'île d'Ellesmere à l'extrême nord, ainsi que les parties est et sud de l'île Victoria à l'ouest et toutes les îles des baies d'Hudson, James et Ungava, y compris l'île Akimiski, loin du reste du territoire, au sud-est. Il s'agit de la seule région géopolitique du Canada à ne pas être reliée au reste des Amériques par une autoroute.
Le Nunavut est la subdivision territoriale la moins peuplée du pays. Elle est une des régions les plus reculées et les moins peuplées au monde avec 39 536 habitants en 2021, dont la grande majorité sont des Inuits. Son territoire est de 1 877 787 km2 et il abrite la base militaire canadienne et la station météorologique d'Alert, le lieu habité le plus au nord du monde. La station météorologique d'Eureka, sur l'île d'Ellesmere, possède la température annuelle moyenne la plus basse de toutes les stations météorologiques canadiennes.

## Histoire

### Ancienne
La région actuellement connue comme Nunavut est peuplée continuellement depuis 4 000 ans. La plupart des historiens identifient l'île de Baffin avec le Helluland des sagas scandinaves. Il est donc possible que les habitants de la région aient eu des contacts occasionnels avec des marins scandinaves.
L'histoire écrite du Nunavut commence en 1576. Martin Frobisher, en dirigeant une expédition pour trouver le passage du Nord-Ouest, crut avoir découvert du minerai d'or près de l'actuelle baie de Frobisher sur la côte de l'île de Baffin. Le minerai était sans valeur, mais Frobisher fut le premier contact européen connu avec les Inuits. Le contact fut agressif : Frobisher captura quatre Inuits et les ramena en Angleterre, où ils périrent.
D'autres explorateurs vinrent au XVIIe siècle en quête du passage du Nord-Ouest, dont Henry Hudson, William Baffin et Robert Bylot, ou encore, au XIXe siècle, l'expédition Franklin financée par la Couronne britannique. En 1871, les États-Unis subventionnent l'expédition Polaris menée par Charles Francis Hall pour trouver le Pôle Nord ; puis Henry W. Howgate mène plusieurs expéditions scientifiques, visant entre autres à rencontrer les Inuits, atteignant la baie de Cumberland ainsi que le Groenland.
En 1893, Joseph Burr Tyrrell et James Williams Tyrrell, employés par la Commission géologique du Canada pour explorer l'intérieur des terres du Keewatin, partirent du lac Athabasca situé à la frontière de l'Alberta et de la Saskatchewan, descendirent la rivière Dubawnt, traversèrent la région de Chesterfield Inlet et longèrent la côte de la baie d'Hudson jusqu'à Churchill. L'année suivante, Joseph Burr Tyrrell explora et cartographia la partie sud de l'intérieur des terres du Keewatin.
Pendant la période de colonisation par les Canadiens, les Inuits ont été contraints à la sédentarisation à l'aide de méthodes coercitives, dont le massacre des chiens esquimaux.

### Contemporaine
Des négociations pour un accord sur les revendications territoriales commencent en 1976 entre le gouvernement fédéral et l'Inuit Tapiriit Kanatami. En avril 1982, une majorité des résidents des Territoires du Nord-Ouest votent en faveur de la scission, et le gouvernement fédéral l'approuve conditionnellement sept mois après. L'accord sur les revendications territoriales est conclu en septembre 1992 et ratifié par près de 85 % des électeurs du futur Nunavut. En juin 1993, le Parlement du Canada adopte la loi concernant l’Accord sur les revendications territoriales du Nunavut et la loi sur le Nunavut. La transition débouche sur la création du Nunavut le 1er avril 1999.

## Géographie

### Généralités

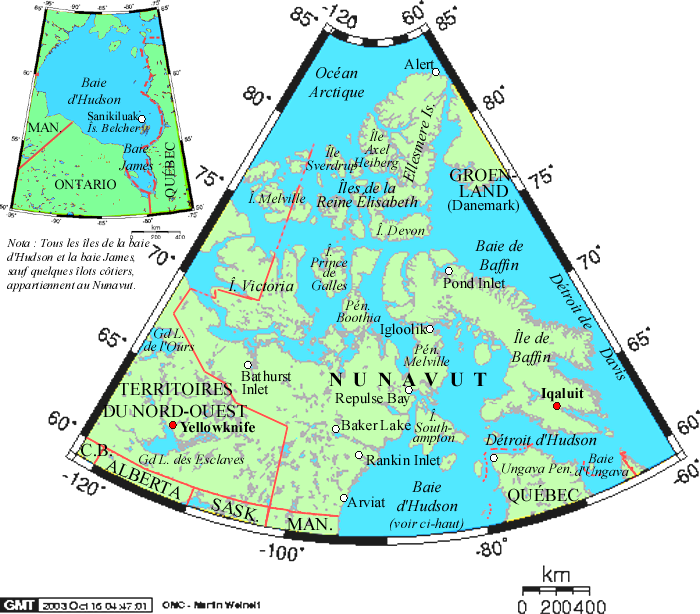
Carte du Nunavut.

Le Nunavut est le plus oriental des trois territoires du Canada. Il couvre au total 2 093 190 km2, dont 1 932 255 km2 de terres et 160 935 km2 d'eaux, ce qui en fait la 5e plus grande entité subétatique du monde (après la République de Sakha, l'Australie-Occidentale, le kraï de Krasnoïarsk et le Groenland), plus grande que le Mexique.
Situé à l'extrémité septentrionale du Canada, le Nunavut s'étend sur la partie nord du continent américain, immédiatement à l'ouest de la baie d'Hudson, ainsi que sur la majeure partie de l'archipel Arctique et sur toutes les îles des baies d'Hudson, James (y compris les îles Belcher) et d'Ungava. Il est bordé à l'ouest par les Territoires du Nord-Ouest et par le Manitoba au sud. À l'est, le Nunavut et Terre-Neuve-et-Labrador possèdent une courte frontière terrestre sur l'île de Killiniq. Le Nunavut possède également des frontières maritimes avec le Groenland à l'est (à travers le détroit de Davis, la baie de Baffin et le passage Kennedy) et le Québec au sud-est (à travers le détroit d'Hudson et par ses îles méridionales). La frontière sud-ouest avec les Territoires du nord emprunte la longitude 102° O ; le 60e parallèle nord forme la frontière avec le Manitoba. L'intersection de ces deux lignes, au sud-ouest du territoire, forme un quadripoint nommé Four Corners entre les frontières du Nunavut, du Manitoba, des Territoires du Nord-Ouest et de la Saskatchewan.
Le territoire occupant une partie de l'archipel Arctique est traversé par le Passage du Nord-Ouest. Celui-ci est emprunté par les navires pétroliers et de marchandises de nombreuses nations qui considèrent ces eaux libres. Cette situation est l'objet d'un enjeu économique important pour le Canada qui revendique sa souveraineté sur ses eaux intérieures.

### Géographie physique

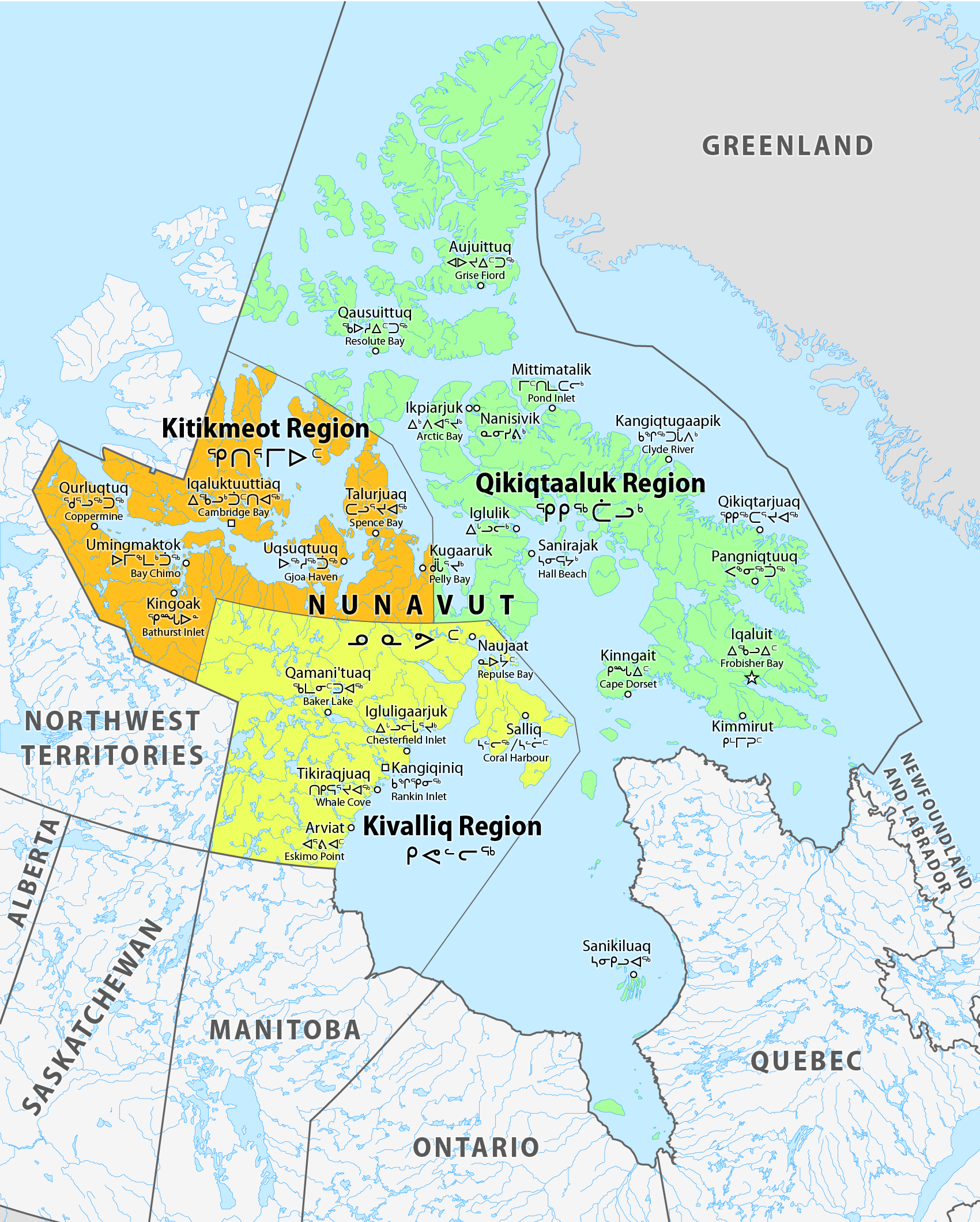
Régions du Nunavut.

Les montagnes de la côte orientale du Nunavut font partie de la cordillère Arctique, qui s'étend du nord de l'île d'Ellesmere à la pointe nord du Labrador. Le point culminant du territoire est le mont Barbeau, sur l'île d'Ellesmere (2 616 mètres).

Montagne dans le Nunavut. Octobre 2019.

### Géologie
Géologiquement, le Nunavut est situé sur le bouclier canadien, avec très peu de sol meuble reposant au-dessus du substrat rocheux et de nombreux affleurements nus. Cette disposition résulte des glaciers pendant la dernière glaciation, qui recouvraient le bouclier et ont mis à nu la roche.
Le substrat rocheux du Nunavut est très ancien, remontant au précambrien. Le territoire abonde en filons de minerai.

### Hydrographie
Le Nunavut possède de nombreux cours d'eau et lacs. Quasiment tous les bassins versants se déversent dans la baie d'Hudson ou l'océan Arctique.

### Flore
La toundra arctique recouvre presque tout le Nunavut, à l'exception d'une zone réduite au sud-ouest près des Four Corners où une taïga marginale existe. La végétation du Nunavut comprend de rares baies, des lichens, des saules arctiques, des herbes dures et des petits buissons de saules. Des calottes glaciaires subsistent dans certaines des grandes îles de l'archipel Arctique à des altitudes suffisamment élevées (principalement les îles de Baffin, Devon et d'Ellesmere).

### Géographie humaine
La densité de population du Nunavut n'atteint que 0,017 hab./km2 soit une densité d'un habitant pour près de 70 km2. Il s'agit de l'une des plus faibles au monde. En comparaison, le Groenland à l'est fait à peu près la même superficie mais abrite deux fois plus d'habitants.
La capitale du Nunavut est Iqaluit (anciennement Frobisher Bay), sur l'île de Baffin à l'est. Iqaluit est la plus grande ville du territoire et abrite 6 200 habitants. Il existe 26 communautés officiellement reconnues. Elles sont regroupées en trois régions : Kitikmeot, Kivalliq et Qikiqtaaluk.
| Rang | Ville        | Région              | Population | Population |
| Rang | Ville        | Région              | 2011       | 2016       |
| ---- | ------------ | ------------------- | ---------- | ---------- |
| 1    | Iqaluit      | Qikiqtaaluk(Baffin) | 6 699      | 7 740      |
| 2    | Kangiqtiniq  | Kivalliq            | 2 577      | 2 842      |
| 3    | Arviat       | Kivalliq            | 2 318      | 2 657      |
| 4    | Qamani'tuaq  | Kivalliq            | 1 872      | 2 069      |
| 5    | Ikaluktutiak | Kitikmeot           | 1 608      | 1 766      |
| 6    | Igloulik     | Qikiqtaaluk         | 1 454      | 1 682      |
| 7    | Pond Inlet   | Qikiqtaaluk         | 1 549      | 1 617      |
| 8    | Kugluktuk    | Kitikmeot           | 1 450      | 1 491      |
| 9    | Pangnirtung  | Qikiqtaaluk         | 1 425      | 1 481      |
| 10   | Kingait      | Qikiqtaaluk         | 1 363      | 1 441      |
| 11   | Gjoa Haven   | Kitikmeot           | 1 279      | 1 324      |

## Démographie

### Population
Selon le recensement fédéral de 2016, la population du Nunavut est de 35 944 habitants. Le Nunavut est le deuxième territoire le moins peuplé des territoires du Canada, tout juste devant le Yukon. D'une superficie équivalente à celle de l'Europe occidentale, le Nunavut est également la moins densément peuplée de toutes les entités subnationales du pays.
Environ 40 % des Nunavutois ont moins de 15 ans. La population du Nunavut est touchée par des problèmes sociaux importants : chômage, pénurie de logements, délinquance, alcoolisme, suicides. Si le chômage a récemment sensiblement diminué au Nunavut, passant de 16,2 à 12,5 % entre janvier 2016 et janvier 2017, il reste très supérieur à la moyenne canadienne, en particulier chez les plus jeunes. Les causes du chômage sont multiples. De récentes recherches suggèrent la faiblesse du niveau scolaire et les carences du système de formation, le coût très élevé de la vie pour la couverture des besoins de base dans cette région inhospitalière et vaste, le faible nombre de structures d'accueil de la petite enfance, ou encore la mauvaise qualité des logements. L'importance des langues anglaise et française sur le marché du travail de la région ne semble pas constituer une barrière majeure pour l'accès à l'emploi, 94 % des Nunavutois ayant connaissance d'une langue officielle canadienne et pouvant soutenir une conversation en anglais et/ou en français. Il reste que dans certains cas la barrière de la langue peut rendre plus difficile l'accès à certains services spécialisés indispensables, par exemple en matière de santé, aussi bien pour ceux parlant l'inuktitut que le français et ayant des difficultés à s'exprimer en anglais, l'interprétation d'un diagnostic pouvant dépendre des références culturelles réciproques du médecin et du patient et les traductions étant parfois peu professionnelles.

### Origines
| Année | Inuits | Inuits  | Non autochtones | Non autochtones | Métis | Métis  | Premières Nations | Premières Nations |
| ----- | ------ | ------- | --------------- | --------------- | ----- | ------ | ----------------- | ----------------- |
| 2006  | 24 915 | 83,60 % | 4 410           | 14,96 %         | 130   | 0,44 % | 100               | 0,34 %            |
| 2016  | 29 950 | 83,32 % | 5 119           | 14,24 %         | 185   | 0,51 % | 690               | 1,92 %            |

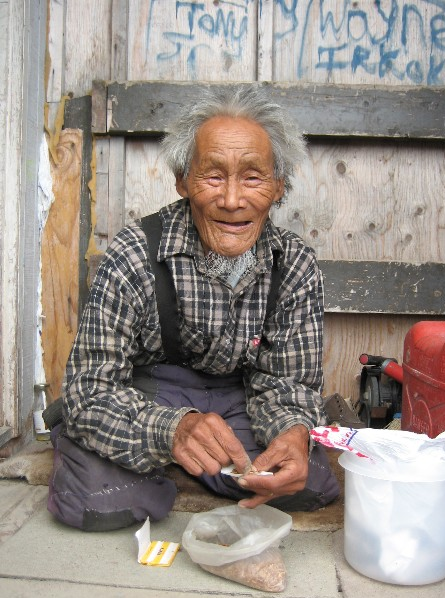
Inuk de la communauté d'Arviat.

Bien que le Nunavut compte quelques migrants intérieurs depuis le reste du Canada (ces migrants sont généralement présents temporairement), il existe peu d'immigration depuis l'extérieur du pays vers le territoire.
En 2016, le Nunavut ne compte que 920 immigrants, dont 370 d'Asie, 180 d'Europe, 190 d'Afrique, 160 d'Amérique et dix d'Océanie.
4 940 personnes ont émigré du Nunavut vers d'autres régions du Canada entre 1996 et 2006, tandis que 5 615 personnes se déplaçaient dans le sens inverse,.
Le Nunavut est la seule subdivision territoriale du Canada où les autochtones sont le groupe majoritaire de la population. En 2016, 30 550 personnes ont une identité autochtone au Nunavut, soit 85 % de la population du territoire. C'est le taux le plus élevé du pays. Selon le même recensement, les Territoires du Nord-Ouest occupe la deuxième position avec 49,5 % de sa population ayant une identité autochtone.

### Religion

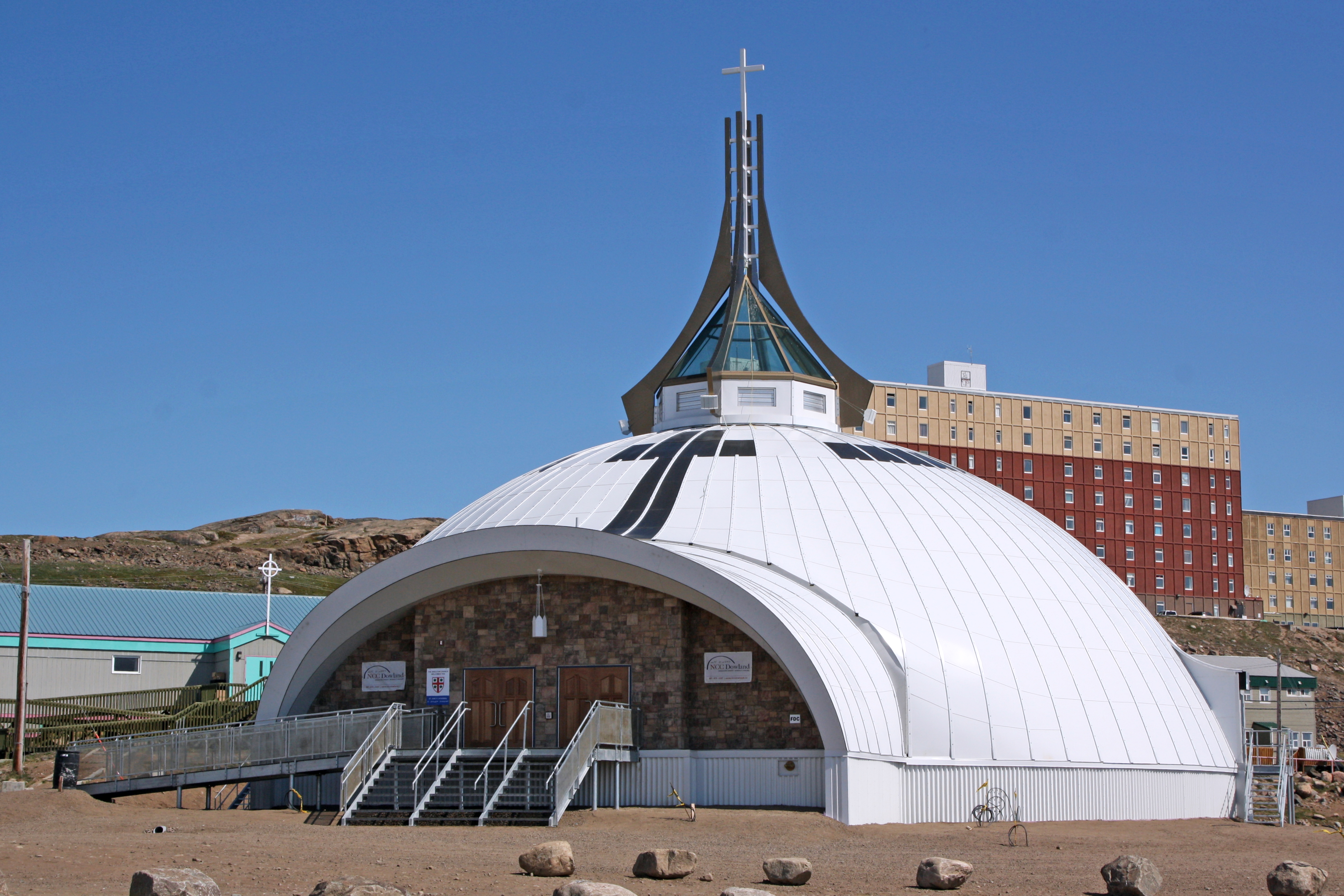
La Cathédrale anglicane St. Jude's à Iqaluit.

Selon le recensement fédéral de 2001, les principales affiliations religieuses du Nunavut sont :
- Église anglicane du Canada : 15 440 personnes (58 % de la population) ;
- Église catholique : 6 205 personnes (23 %) ;
- Pentecôtisme : 1 175 personnes (4 %).

Les catholiques du Nunavut sont représentés au sein de la Conférence des évêques catholiques du Canada par l'Assemblée des évêques catholiques de l'Ouest. Les anglicans sont pour leur part représentés au sein de l'Église anglicane du Canada par le diocèse anglican de l’Arctique.

### Langues
Les langues officielles du Nunavut sont l'inuktitut, l'inuinnaqtun, l'anglais et le français,.
| Année | Inuktitut | Inuktitut | Anglais | Anglais | Français | Français | Inuinnaqtun | Inuinnaqtun | Autres | Autres  | Non répondant | Non répondant |
| ----- | --------- | --------- | ------- | ------- | -------- | -------- | ----------- | ----------- | ------ | ------- | ------------- | ------------- |
| 2006  | 20 185    | 63,26 %   | 7 765   | 24,34 % | 370      | 1,16 %   | 295         | 0,92 %      | 3 291  | 10,31 % | 449           | 1,41 %        |
| 2016  | 22 070    | 61,40 %   | 11 020  | 30,66 % | 595      | 1,66 %   | 495         | 1,38 %      | 1 515  | 4,21 %  | 249           | 0,69 %        |

De tous les territoires et provinces du Canada, le Nunavut est le seul où la première langue maternelle n'est ni l'anglais, ni le français, mais une langue autochtone : l'inuktitut.
Les francophones du territoire sont, entre autres, représentés par l'Association des francophones du Nunavut. Si l'anglais est parlé en langue maternelle par 26,5 % de la population, 63,5 % (2013) parle anglais en seconde langue : 90 % de la population sait donc parler l'anglais à des degrés divers.

## Vie politique

### Commissaire du Nunavut
Le représentant du gouvernement du Canada au Nunavut est le commissaire dont le rôle est symbolique. Depuis 2021, la commissaire du gouvernement fédéral est Eva Aariak.

### Premier ministre

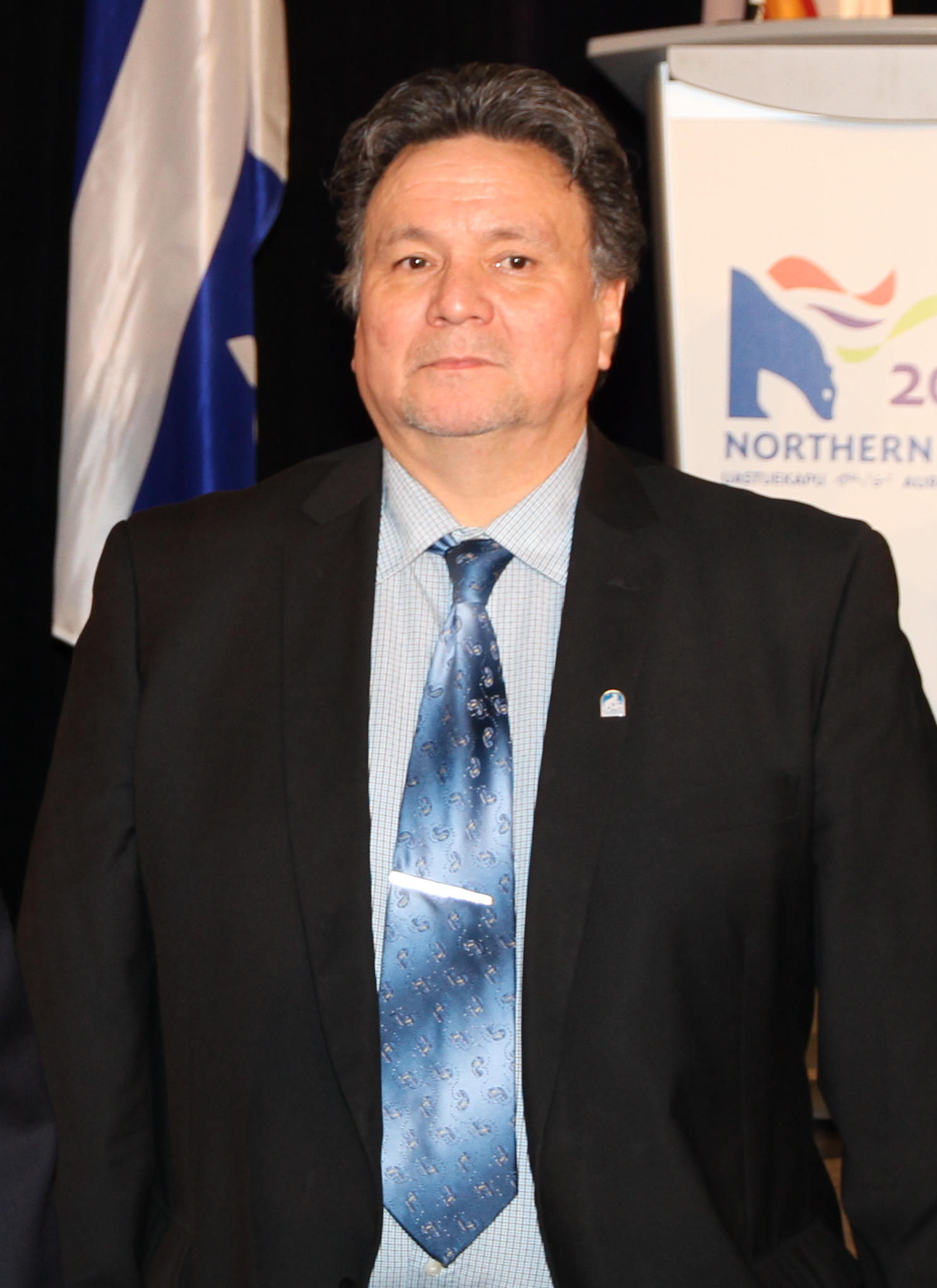
Peter Taptuna, Premier ministre du Nunavut de 2013 à 2017.

Le chef du gouvernement est le Premier ministre, actuellement P. J. Akeeagok, élu, ainsi que ses ministres, par l'Assemblée législative du territoire.
Liste des Premiers ministres:
- Paul Okalik (1999-2008)
- Eva Aariak (2008-2013)
- Peter Taptuna (2013-2017)
- Paul Quassa (2017-2018)
- Joe Savikataaq (2018-2021)
- P. J. Akeegok (2021-présent)

### Assemblée législative

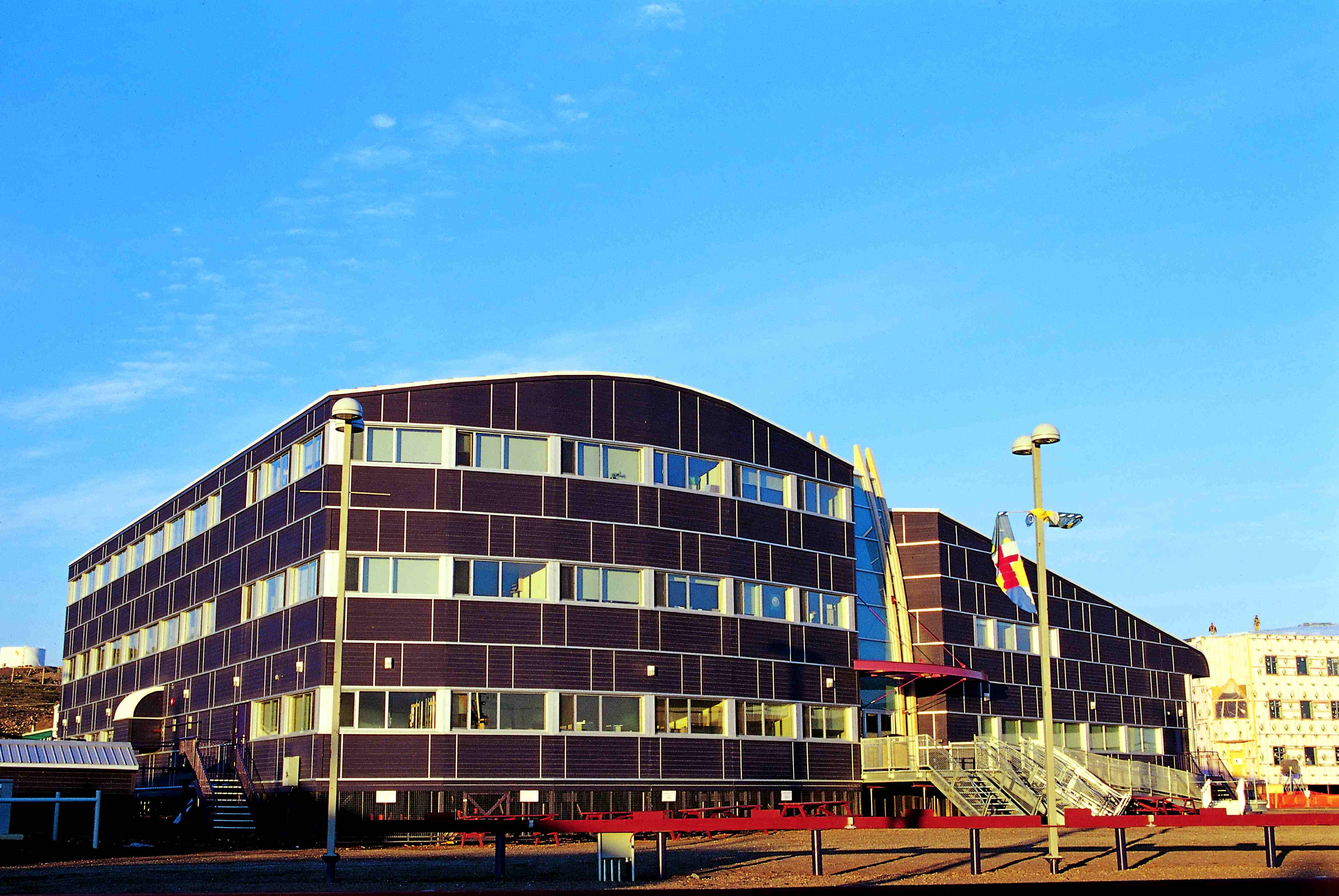
Bâtiment de l'Assemblée du Nunavut, à Iqaluit.

Les vingt-deux députés qui siègent à l'Assemblée législative monocamérale sont élus individuellement. Les dernières élections générales ont eu lieu le 30 octobre 2017. Aucun parti local n'existe au Nunavut et la législature opère par un système de consensus. Face aux critiques sur sa politique, le Premier ministre Paul Okalik a institué un conseil de onze aînés : le inuit qaujimajatuquangit. Ce groupe conseille le gouvernement pour intégrer la culture inuite dans les lois et décisions politiques.

### Budget
Le budget annuel du territoire est d'environ sept cents millions de dollars canadiens (environ 441,6 millions d'euros) qui proviennent presque entièrement du gouvernement fédéral. L'ancien Premier ministre canadien, Paul Martin, a inscrit « le soutien au Grand Nord canadien » comme une priorité de son gouvernement pour 2004 : cinq cents millions de dollars par an à répartir entre les différents territoires nordiques.

### Représentation fédérale
Comme les autres territoires, le Nunavut consiste en une seule circonscription électorale fédérale, également nommée Nunavut, dont le député est Mumilaq Qaqqaq du Nouveau Parti démocratique du Canada. Le sénateur du Nunavut est Dennis Glen Patterson du Parti conservateur du Canada.

## Économie

### PIB
Le produit intérieur brut (PIB) du Nunavut s'élevait à 1,75 milliard de dollars canadiens en 2010 et plus de 2,846 milliards en 2017, soit une hausse de 62,6 %. Plus de 71 % du PIB sont destinés aux dépenses publiques.

### Sources de revenus
À partir de 1960, l'état canadien aide au développement des entreprises coopératives, comme la coopérative de pêche de Cambridge Bay, le but est de créer des emplois pour les Inuits,.

## Film
- Atanarjuat, premier film en inuktitut, se passe au Nunavut.
- Iqaluit (film)
- Chronique arctique, série diffusée sur Netflix en 2025, avec pour personnage principal une jeune femme dans une communauté inuk.

## Médias
L'Inuit Broadcasting Corporation est basée au Nunavut. 
La Société Radio-Canada (SRC) dessert le Nunavut par l'intermédiaire d'un centre de production radiophonique et télévisuelle à Iqaluit et d'un bureau à Rankin Inlet. 
Iqaluit est desservie par les stations de radio commerciales privées CKIQ-FM et CKGC-FM, toutes deux détenues par le Northern Lights Entertainment Inc. 
À noter que CKIQ-FM avait un réémetteur à Rankin Inlet qui a été fermé en 2009.

## Nunavutois célèbres
- Kenojuak Ashevak, artiste et membre de l'Ordre du Canada
- Pitseolak Ashoona, membre de l'Ordre du Canada
- Susan Aglukark, chanteuse
- Zacharias Kunuk, monteur, producteur et réalisateur
- Natar Ungalaaq, comédien, réalisateur et sculpteur
- Paul Okalik, ex-Premier ministre du Nunavut de 1999 à 2008.
- Eva Aariak, ex-Première ministre du Nunavut de 2008 à 2013.
- Nancy Karetak-Lindell, ancien député libéral fédéral du Nunavut (1997 à 2008)
- Leona Aglukkaq, député fédéral du Nunavut depuis 2008.
- Jordin Tootoo, joueur de hockey sur glace, premier Inuit dans la LNH